# Giewoncki Przechód

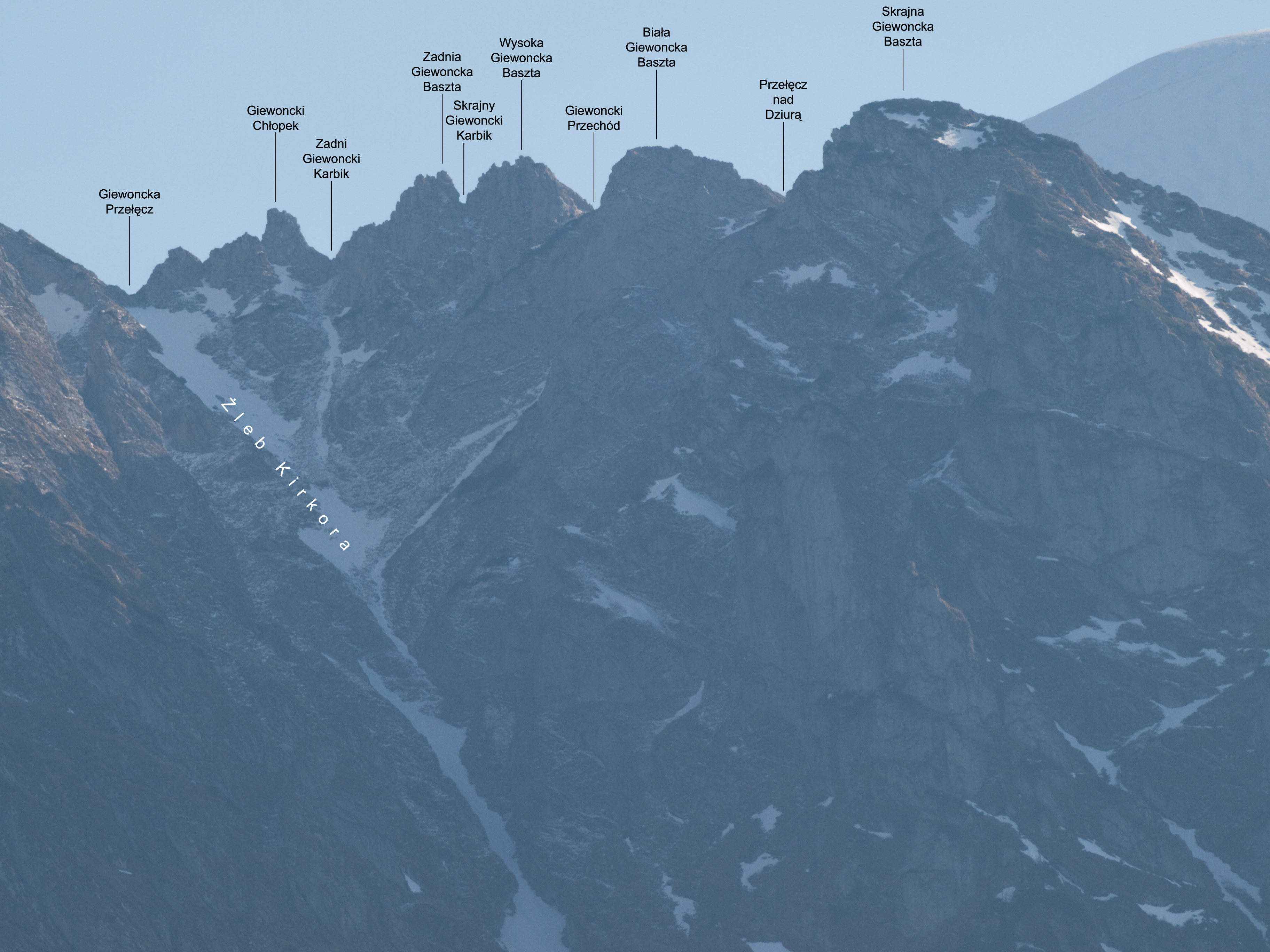
Widok na Mały Giewont od północnej strony

Giewoncki Przechód (ok. 1700 m) – przełączka w Małym Giewoncie w Tatrach Zachodnich. Znajduje się pomiędzy turniami Wysoka Giewoncka Baszta i Biała Giewoncka Baszta. Na zachodnią stronę, do Doliny Małej Łąki, opada z niej jedno z dwóch ramion Żlebu z Progiem, natomiast na wschodnią, do Żlebu Kirkora – średnio stroma depresja o dnie pokrytym kruchymi łupkami. Wejście z obydwu tych stron na Giewoncki Przechód jest łatwe (w taternickim rozumieniu). Również wejście z przełączki na turnie znajdujące się po obydwu jej stronach jest łatwe. Dawniej zapewne tędy chadzano, taternicy bywali tutaj bardzo rzadko. Obecnie jest to obszar ochrony ścisłej zamknięty dla turystów i taterników.

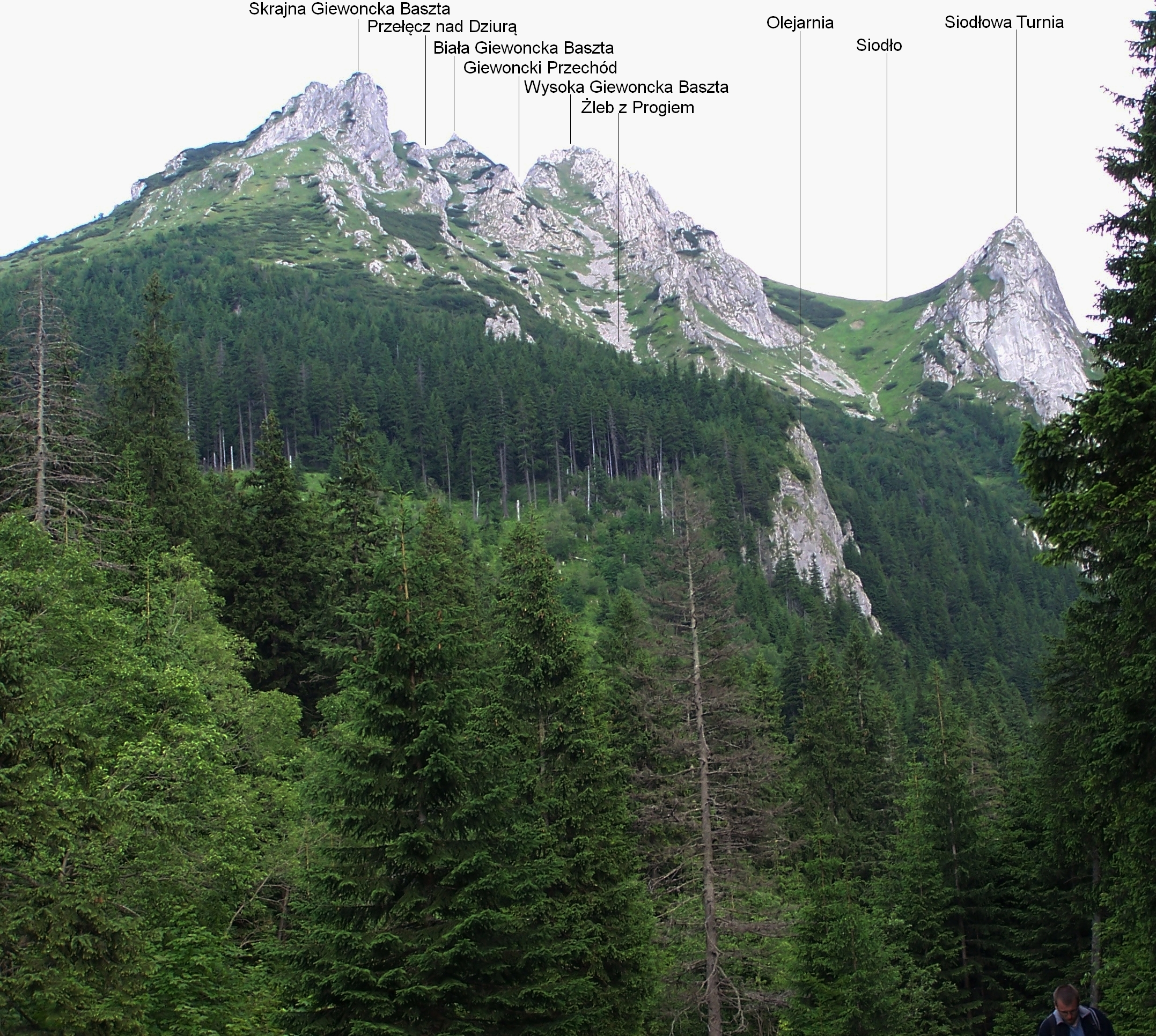
Widok z Doliny Małej Łąki

Południowo-zachodnim stokiem poniżej przełączki prowadzi czerwono znakowany szlak turystyczny z Przełęczy w Grzybowcu na Wyżnią Kondracką Przełęcz.